# Wasco megye
Wasco megye az Amerikai Egyesült Államokban, azon belül Oregon államban található. Megyeszékhelye és legnagyobb városa The Dalles. Lakosainak száma 26 670 fő (2020. április 1.).

## Szomszédos megyék
- Klickitat megye (észak)
- Sherman megye (kelet)
- Gilliam megye (kelet)
- Wheeler megye (délkelet)
- Jefferson megye (dél)
- Marion megye (délnyugat)
- Clackamas megye (nyugat)
- Hood River megye (nyugat)

## Népesség
A megye népességének változása:
| Lakosok száma | 25 258 | 25 220 | 25 470 | 25 477 | 25 775 | 26 670 |
|               | 2010   | 2011   | 2012   | 2013   | 2015   | 2020   |